# Utterbackia imbecillis
Utterbackia imbecillis är en musselart som först beskrevs av Thomas Say 1829.  Utterbackia imbecillis ingår i släktet Utterbackia och familjen målarmusslor. IUCN kategoriserar arten globalt som livskraftig. Inga underarter finns listade i Catalogue of Life.